# Turismundo
Turismundo (420 – 453) fue rey de los visigodos entre los años 451 y 453. Su nombre gótico original era Þaurismoþs [thôrismoths], "coraje de Thor" o quizás y más correcto Þaurismund "protección de Thor" Þauris 'de Thor', mund 'mano, protección'.

## Biografía
Era hijo de Teodorico I y nieto del gran Alarico I, vencedor de Roma. Gozó de popularidad entre los suyos por su enorme fuerza física. Fue elegido rey por los soldados godos en la batalla de los Campos Cataláunicos, también llamada de Châlons-sur-Marne, ante el mismo cadáver aún caliente de su padre, muerto por los hunos y a quien se estaban dando las honras fúnebres con el rito germánico de batir las armas.
Instaló su corte en Toulouse y sometió en Orleáns a los alanos; probablemente fue el primer rey visigodo en tener una visión del reino visigodo como independiente de Roma y trató a los romanos de igual a igual; esta política secesionista llevó al general romano Aecio, antiguo vencedor junto a su padre de Atila en los Campos Cataláunicos, a conspirar para asesinarlo junto a un grupo de nobles visigodos revoltosos entre los cuales se encontraban los propios y celosos hermanos de Turismundo: Teodorico II y Frederico. Como cuentan Diego Saavedra Fajardo en su Corona gótica y el padre Juan de Mariana en su Historia general de España, éstos hicieron que un privado suyo llamado Ascalerno lo estrangulara en su lecho, cuando estaba en él postrado por una enfermedad, tras lo cual los conspiradores nombraron a Teodorico II su sucesor.